# Larga (Trotuș)
Il fiume Larga è un affluente del fiume Trotuș in Romania.